# De Bronzen Uil
De Bronzen Uil is een Nederlands-Vlaamse literatuurprijs voor het beste Nederlandstalige debuut van het afgelopen schooljaar. Sinds 2011 reikt het liberaal-vrijzinnige Willemsfonds de prijs uit tijdens het Gentse literair festival Het Betere Boek in oktober. Vanaf 2020 is het Algemeen-Nederlands Verbond medeorganisator van de prijs.
Een vakjury bepaalt de winnaar die 10.000 euro krijgt en een bronzen beeld van een uil, naar het logo van de organisator. Uit een reeks genomineerden stemmen lezers voor de publieksprijs die bestaat uit advertentieruimte in de krant De Morgen en een ets van Enk De Kramer.

## Geschiedenis
Op 8 oktober 2011 werd de eerste editie van Het Betere Boek georganiseerd in het Liberaal Archief aan het Gentse Kramersplein naar aanleiding van het 160-jarig bestaan van het Willemsfonds. Met deze benaming lijkt dit treffen voor alternatieve literatuur een voortzetting van het tot 2009 in Antwerpen georganiseerde auteursfestival Het Andere Boek.
In 2018 kwam er een samenwerking tot stand met het Vlaams Fonds voor de Letteren die de Debuutprijs er liet in opgaan waarmee de Bronzen Uil de grootste Belgische onderscheiding werd voor een Nederlandstalig literair debuut. Het prijzengeld werd opgetrokken van 5000 naar 7000 euro met extra promotie voor het winnende boek in boekhandels. Met ingang van 2020 is het prijzengeld 10.000 euro.

## Laureaten
| Jaar | Land               | Winnaar                                                          | Publieksprijs                                                    | Nominatie | Jury | Uitreiker       |
| ---- | ------------------ | ---------------------------------------------------------------- | ---------------------------------------------------------------- | --- | --- | --------------- |
| 2011 | Vlag van België    | Jan Vantoortelboom - De verzonken jongen                         | Ann De Craemer - Vurige Tong                                     | - Annelies Beck - Over het kanaal - Maaike Gerritsen - De geboorte van een wees - Paul Jambers - De onsporing - Eef Lanoye - Sterrenogen - Jo Van Damme - Ledeberg! - Mischa Van Vlier - Koude grond - James Worty - James Worthy | Jos Geysels (voorzitter), Friedl' Lesage, Sylvain Peeters, Dirk Verhofstadt en Marnix Verplancke                                                                              | Lieven Decaluwé |
| 2012 | Vlag van België    | Roderik Six - Vloed                                              | Murat Isik - Verloren grond                                      | - Bouke Billiet - In de naam van Tien Kamelen - Johan Fretz - 2025 - Marnix Peeters - De dag dat we Andy zijn arm afzaagden - Rudy Schellaert - Neem me mee - Stephan Ter Borg - Orang-oetans drijven niet - Ineke Vander Aa - De lichtekooi van Loven - Christophe Van Gerrewey - Op de hoogte - Carlijn Vis - Vrij Spel                               | Sylvain Peeters (voorzitter), Friedl' Lesage, Jos Geysels, Dirk Verhofstadt, Marnix Verplancke                                                                                | Friedl' Lesage  |
| 2013 | Vlag van Nederland | Ineke Riem - Zeven pogingen om een geliefde te wekken            | Griet Op de Beeck - Vele hemels boven de zevende                 | - Patrick Bassant - Joy - Valerie Eyckmans - Verloren maandag - Maartje Laterveer - De mooiste kleur die niet bestaat - Peter van Kraaij - Wat rest - Koen Van Wichelen - Krokodillentranen - Hannah van Wieringen - De kermis van Gravezuid | Jos Geysels (voorzitter) | Annelies Storms |
| 2014 | Vlag van België    | Kris van Steenberge - Woesten                                    | Kris van Steenberge - Woesten                                    | - Chris Ceustermans - De boekhandelaar - Anne Eekhout - Dogma - Carmien Michels - We zijn water - Feline Minne - Medea en ik - Lara Taveirne - De kinderen van Calais - Ann Thijssen - De vrouw die blijft - Niña Weijers - De consequenties - Onno Wesseling - De eeuw van Carlos Moreno Amador.                                                       | Jos Geysels (voorzitter), Anna Luyten, Marnix Verplancke, Sylvain Peeters en Dirk Verhofstadt                                                                                 |                 |
| 2015 | Vlag van Nederland | Inge Schilperoord - Muidhond                                     | Yannick Ottoy - Drang                                            | - Serge Simonart - Een medaille van vlees en bloed - Sarah Meuleman - De zes levens van Sophie - Robert van Eijden- Boek - Rutger Pontzen - Nu ik - Bregje Hofstede - De hemel boven Parijs - Tjitske Jansen - Voor altijd voor het laatst - Andreas Oosthoek - Het relaas van Solle                                                                    | Jos Geysels (voorzitter), Anna Luyten, Marnix Verplancke, Sylvain Peeters en Dirk Verhofstadt                                                                                 |                 |
| 2016 | Vlag van België    | Lize Spit - Het smelt                                            | Lize Spit - Het smelt                                            | - Yvon Né - Het scheve meisje - Hagar Peeters - Malva - Filip Rogiers - Verman je - Koen Sels - Generator - Carly Wijs - Het twijfelexperiment | Jos Geysels (voorzitter) | Sven Gatz       |
| 2017 | Vlag van Nederland | Lieke Kézér - De afwezigen                                       | John-Alexander Janssen - Een verhaal uit de Zonnestad            | - Gerrit Janssens - Twaalf - Emy Koopman - Orewoet - Haro Kraak - Lekhoofd - Dimitri Leue - Het Lortchersyndroom - Elise Wuyts - De studente | Jos Geysels (voorzitter), Nadia Dala, Sylvain Peeters, Lies Steppe, Sofie Vandamme en Marnix Verplancke                                                                       |                 |
| 2018 | Vlag van België    | Lenny Peeters - Dochter                                          | Bert Moerman - Niet dat het iets uitmaakt                        | - Antoinette Beumer – Mijn vader is een vliegtuig - Rinske Hillen – Houtrot - Sien Volders – Noord - Herien Wensink – Kleihuid | Sylvain Peeters (voorzitter) |                 |
| 2019 | Vlag van Nederland | Annemarie Haverkamp - De achtste dag                             | Hannelore Bedert - Lam                                           | - Mariken Heitman - De wateraap - Julien Ignacio - Kus - Tim Kamps - De verschrikkelijke jaren tachtig - Femke Vindevogel - Confituurwijk | Jos Geysels (voorzitter), Sylvain Peeters, Sofie Vandamme, Carolina Maciel de França, Marnix Verplancke en Majida Bellal                                                      |                 |
| 2020 | Vlag van Nederland | Machteld Siegmann - De Kaalvreter                                | Machteld Siegmann - De Kaalvreter                                | - Frederik Willem Daem (BE) - Tekens van leven - Marije Langelaar (NL) - In het jaar van de rode os - Machteld Siegmann (NL) - De kaalvreter - Max Temmerman (BE) - Coniferen - Chris Van Camp (BE) - De kus van Dabrowski - Kevin Van Vliet (NL) - Wolfsjong                                                                                           | Jos Geysels (voorzitter), Yasmine Allas, Majida Bellal, Sylvain Peeters, Wim van Gelder, Sofie Vandamme en Marnix Verplancke                                                  |                 |
| 2021 | Vlag van België    | Caro van Thuyne - Lijn van wee en wens                           | Sholeh Rezazadeh - De hemel is altijd paars                      | - Simone Atangana Bekono (NL) – Confrontaties - Amarylis De Gryse (BE) - Varkensribben - Tobi Lakmaker (NL) - De geschiedenis van mijn seksualiteit - Vincent Merjenberg (NL) - De grijzen - Sholeh Rezazadeh (NL) - De hemel is altijd paars - Caro Van Thuyne (BE) - Lijn van wee en wens                                                             | Jos Geysels, Yasmine Allas, Majida Bellal, Sylvain Peeters, Wim Van Gelder, Sofie Vandamme en Marnix Verplancke                                                               |                 |
| 2022 | Vlag van Nederland | Lisa Weeda - Aleksandra                                          | Frouke Arns - De gelijktijdigheid der dingen                     | - Paul Verrept (BE) - Brandingen - Nikki Dekker - Diepdiepblauw - Tülkin Erkan - Honingeter | Jos Geysels (voorzitter), Yasmine Allas, Majida Bellal, Wim van Gelder, Anneleen Van Offel, Sylvain Peeters en Sofie Vandamme                                                 |                 |
| 2023 | Vlag van Nederland | Ramy El-Dardiry - Tussen morgenzee en avondland                  | Gijs Wilbrink - De beesten                                       | - Maral Noshad Sharifi -Citroeninkt (Prometheus) - Gijs Wilbrink - De beesten (De Bezige Bij) - Angelo Tijssens - De Randen (Borgerhoff & Lamberigts) - Lieven Stoefs - Peninsula (Pelckmans) - Ramy El-Dardiry - Tussen morgenzee en avondland (Querido) - Jante Wortel - Weerlicht (Das Mag)                                                          | Peter Van den Eede (voorzitter), Lenny Vos, Majida Bellal, Melissa Giardina, Rashid Mohammad Hosseini, Sofie Vandamme en Sylvain Peeters                                      |                 |
| 2024 | Vlag van Nederland | Maria Kager - De buitengewoon geslaagde opvoeding van Frida Wolf | Maria Kager - De buitengewoon geslaagde opvoeding van Frida Wolf | - Maria Kager - De buitengewoon geslaagde opvoeding van Frida Wolf (De Arbeiderspers) - Manik Sarkar - Ossenkop (Hollands Diep) - Lena Kurzen - Schuilhuisje (Nijgh & van Ditmar) - Rik Van Puymbroeck - Treurwil (De Bezige Bij) - Tiemen Hiemstra - W.( Das Mag Uitgeverij B.V.) - Suzanne Grotenhuis - Waar zijn de wolken (Borgerhoff & Lamberigts) | Peter Van den Eede (voorzitter), Lenny Vos, Majida Bellal, Marleen Bongers-Dek, Melissa Giardina, Rashid Mohammad Hosseini, Sofie Vandamme, Sylvain Peeters en Wim van Gelder | Joris Hessels   |